# Retrat del moblista Francesc Vidal i Javellí
Retrat del moblista Francesc Vidal i Javellí és un quadre de Simó Gómez Polo pintat el 1875 que actualment forma part de la col·lecció permanent del Museu Nacional d'Art de Catalunya.

## Descripció
Malgrat la seva curta vida, la carrera de Simó Gómez està constituïda per diversos viatges formatius de gran rellevància, entre els quals sobresurt, per la seva significació, l'estada que va fer a París a la dècada de 1860, on va arribar a matricular-se el 1864 a l'Acadèmia de Belles Arts. Durant aquesta etapa va entrar en contacte amb l'obra d'Alexandre Cabanel, el llenguatge del qual es deixa sentir en moltes de les produccions de l'artista d'aquest moment, així com el d'Édouard Manet, un altre dels artistes que va prendre com a model. Tanmateix, l'estil de Gómez també palesa l'assimilació dels grans mestres de la pintura barroca occidental, fonamentalment la dels pintors del Segle d'Or espanyol, i per extensió la dels artistes europeus conreadors d'un acusat naturalisme. De fet, el gust per aquest tipus de manifestacions artístiques es va intensificar arran d'una posterior estada a Madrid, on les visites al Museo del Prado es van convertir en una fructífera via d'aprenentatge.
Autor molt prolífic i conreador de diferents gèneres, Simó Gómez va excel·lir especialment en el del retrat, del qual és exemple aquest del seu amic Francesc Vidal i Javellí, un dels moblistes i decoradors més importants de l'època de la Febre d'Or. Aquest retrat, producció tardana de Gómez, constitueix, atesa la seva extraordinària qualitat, una meritòria aportació a la història de la pintura catalana de l'època. L'obra fa parella amb el retrat de Mercè Puig de Vidal, dona del moblista Francesc Vidal, que també es conserva al MNAC i que va ser pintat per Gómez el 1873.